# Оливейра, Кандиду ди
Кандиду Пласиду Фернандеш ди Оливейра (порт. Cândido Plácido Fernandes de Oliveira; 24 сентября 1896, Фронтейра, Королевство Португалия — 23 июня 1958, Стокгольм, Швеция) — португальский футболист, выступавший на позиции полузащитника. По завершении игровой карьеры — тренер и спортивный журналист. Первый капитан в истории национальной сборной Португалии.
С 1979 года имя Оливейры присвоено трофею Суперкубка Португалии.

## Биография и карьера
Родился 24 сентября 1896 года в городе Фронтейра. Обучался в государственной школе — интернате «Каза Пия». Карьеру игрока начал в 1911 году в составе лиссабонской «Бенфики», за которую выступал до 1920 года. В том же году стал одним из основателей команды «Каза Пия», в которой выступал до 1926 года, после чего объявил о завершении карьеры.
18 декабря 1921 года в Мадриде в качестве капитана Оливейра вывел сборную Португалии на товарищеский матч с испанцами (поражение со счетом 1:3), ставший дебютной международной игрой для португальцев.
После завершения игровой карьеры Оливейра начал тренерскую деятельность, возглавляя, в частности, лиссабонский «Спортинг» и бразильский «Фламенго», а также несколько раз являлся наставником национальной команды, в том числе во время IX Летних Олимпийских игр в Амстердаме, на которых португальцы сумели дойти до четвертьфинала. 
Во время Второй мировой войны совмещал тренерскую карьеру с работой почтальоном, позже был завербован британской разведкой, однако в 1942 году был разоблачен.
В 1945 году стал одним из создателей спортивной газеты «A Bola». За свое неприятие к диктаторскому режиму Нового государства под руководством Антониу ди Салазара Оливейра активно подвергался уголовному преследованию, несколько раз сидел в тюрьме, в том числе в концлагере Таррафал на острове Кабо-Верде. По воспоминаниям о своей жизни в лагере Оливейра позже написал книгу «Таррафал. Болото смерти», в которой подробно описал быт и нравы узников тюрьмы. Во время отбывания наказания Оливейра неоднократно подвергался пыткам. Среди прочего, ему выбили некоторые зубы и проломили голову..

## Смерть
В 1958 году Оливейра поехал в Стокгольм в качестве журналиста газеты «A Bola» с целью освещения событий проходившего в Швеции чемпионата мира по футболу. Вскоре после прибытия он почувствовал себя плохо, обратившись затем в больницу за помощью. Сразу после частичного улучшения состояния своего здоровья Оливейра покинул больницу и вернулся к активной работе корреспондента, однако 23 июня 1958 года он скончался в возрасте 61 года от прогрессирующей болезни лёгких.